# Simjon Simev
Simjon Simev (mazedonisch Симјон Симев; * 30. Mai 1949 in Štip) ist ein nordmazedonischer Dichter, Essayist und Journalist.

## Leben
Simev (kyrillisch: Симев) studierte an der Skopjer Universität „Kyrill und Method“ Geschichte und Kunstgeschichte. Er war als Gymnasiallehrer und als Mitarbeiter des Kulturministeriums tätig. Bis 2002 war er Chefredakteur des Radio Kultura des mazedonischen Rundfunks und Fernsehens, wo er seiner bulgarophilen Haltung wegen entlassen wurde.

## Werke
- Соспи (1997) – Schneeverwehungen (Gedichte)
- Месечина огрева, сонце изгрева (1999) – Der Mond scheint, die Sonne geht auf (Gedichte)
- Дамга (2002) – Brandmal (Gedichte)
- Шарената сенка: живопис, литература, музика (2008) – Bunter Schatten: Malerei, Literatur, Musik (Essay)
- Ронливи лета, море далечно (2010) – Bröckelige Jahre, das weite Meer (Gedichte)

### Deutsche Übersetzungen
- Norbert Randow und Johann P. Tammen (Hrsg.): Unverhoffte Himmel: Zeitgenössische makedonische Poesie. Bremerhaven: Wirtschaftsverlag NW, 2003. S. 71–84. ISBN 3-89701-987-6.
- Gabriella Schubert (Hg.): Makedonien: Prägungen und Perspektiven. Wiesbaden: Otto Harrassowitz Verlag, 2005. S. 220. ISBN 3-447-05277-5.